# 203 CCFL
203 CCFL é uma carreira da Carris pertencente à Rede da Madrugada, simbolizada pela cor azul escuro. Atualmente, tem os seus terminais em Xabregas e no Restelo, passando pelo Alto de São João, Praça do Chile, Arco do Cego, São Sebastião, Campolide, Campo de Ourique, Alcântara, Boa Hora e o Polo Universitário da Ajuda. 
No seu início, em 1998, tinha um tarifário específico, como todas as carreiras da Rede da Madrugada, mas com o fim da Expo'98 esta carreira adoptou o tarifário em vigor nas restantes carreiras de serviço público da Carris. Até 2012, ano em que a 203 deixou de circular até 2023, circulava entre o I.S.E.L., uma instituição de ensino superior localizada no Bairro das Amendoeiras, em Chelas, e a Boa Hora, percorrendo a primeira circular da cidade de Lisboa. A 1 de Dezembro de 2023, a 203 foi restaurada com mudanças, por um lado estendida até ao Restelo, passando pelo Polo Universitária da Ajuda, e por outro lado encurtada a Xabregas, deixando de servir o I.S.E.L., o Bairro do Condado e o Bairro Madre Deus. 

## Características
Pertencente à Estação da Pontinha, é uma carreira de cintura à cidade de Lisboa, percorrendo a primeira circular da cidade composta pelos arruamentos da antiga Estrada de Circunvalação de Lisboa. Permite a ligação entre os pontos servidos pelas carreiras radiais da rede da madrugada, funcionando como ligação de e para as carreiras radiais com terminal no Cais do Sodré, além de ligar o Restelo e a Ajuda a Alcântara.

## Horários
- Horários da 203 (ambos os sentidos)